# As (pies)
As – wyżeł z powieści Adolfa Dygasińskiego As; nazwa psa spopularyzowana w polskiej rzeźbie, beletrystyce, jeden z bohaterów pierwszego polskiego elementarza. 
Pies As jest bohaterem książki Adolfa Dygasińskiego As z 1896 roku początkowo drukowanej w Tygodniku Illustrowanym. Później pies As był bohaterem pierwszego polskiego elementarza Mariana Falskiego wydanego w 1910 roku w Krakowie (Nauka czytania i pisania dla dzieci) obok Ali, Zofii i Janka.
Czesław Makowski przedstawił śpiącego wyżła Asa, odlanego w brązie, jako część nagrobka Adolfa Dygasińskiego na cmentarzu Powązkowskim w Warszawie. Pierwszy odlew dokonano w pracowni braci Łopieńskich. Rzeźba była powielana w rozlicznych odlewach w mniejszym formacie i wystawiana m.in. w salonie Aleksandra Krywulta w 1905 roku. Jej kopia znajduje się w Łazienkach Królewskich w Warszawie.